# 印加宗教
印加宗教是印加帝国所信仰的宗教，主要信仰因蒂等神明。印加文明蓋了許多廟宇獻給他們的神明。其中最有名的包括了庫斯科的太陽神廟、位於畢卡斯瓦曼（Vilcashuaman）的廟宇、以及的的喀喀島的太陽神廟。印加人用精準切割的石塊蓋出了位在庫斯科的太陽神廟。這個神廟周長超過1200呎，奉有巨大的太陽像。
印加人吸收鄰近民族的信仰，同時也將帝國本身的信仰加之於在這些民族。其結果是，部落性的神明變成從屬於印加人的太陽神因蒂信仰。印加人相信一位不可見的、難以察覺的、無法想像的造物神畢拉哥洽（Viracocha）或帕洽卡馬克（Pachacámac）。這位造物神在傳說之中比太陽神及其他神明的地位還要高。